# Отто фон Геріке

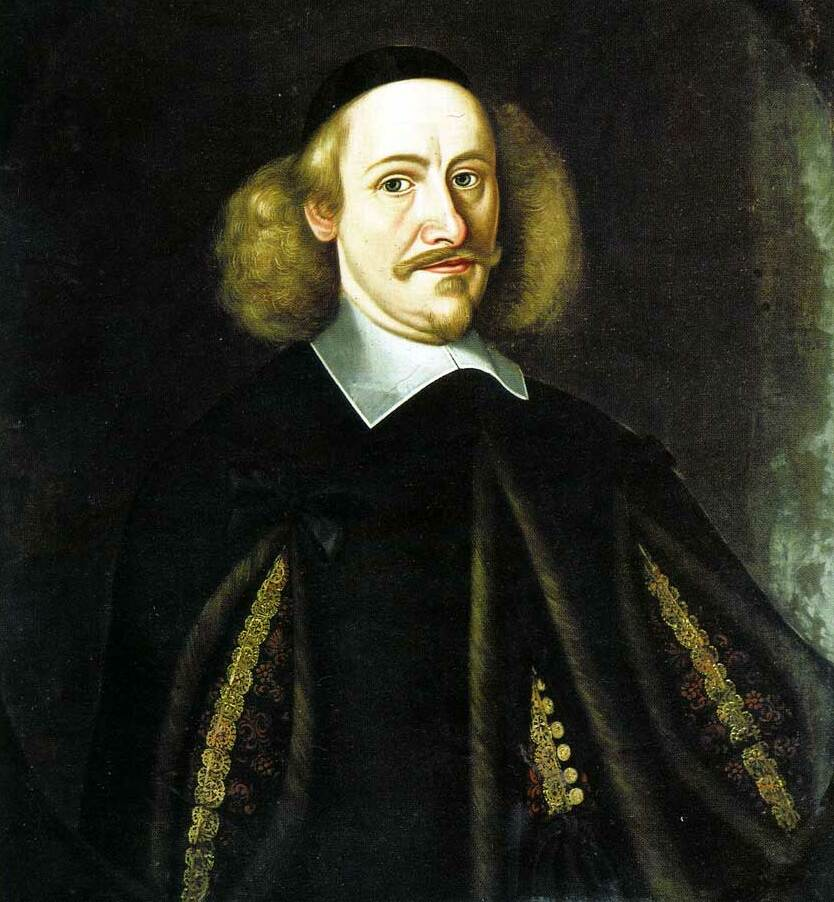
Отто фон Геріке. Олійний портрет роботи Анзельма ван Гулле.

О́тто фон Ге́ріке (нім. Otto von Guericke; 30 листопада 1602, Магдебург — 11 травня 1686, Гамбург) — німецький винахідник, фізик, інженер і філософ.
Найбільший внесок Отто фон Геріке в науку — це започаткування вакуумної техніки. У 1650-му він винайшов вакуумне відпомповування й застосував його для вивчення властивостей вакууму й ролі повітря в диханні людини та горінні. 1654 року здійснив відомий експеримент з магдебурзькими півкулями, який довів наявність тиску повітря. Геріке відкрив, що повітря має пружність і вагу, підтримує горіння й проводить звук.
1657 року він винайшов водяний барометр, за допомогою якого в 1660-му році передбачив бурю за дві години наперед  й таким чином увійшов в історію як один із перших метеорологів.
Геріке став винахідником одного з перших електростатичних генераторів, що виробляють електрику тертям, і відкрив явище електролюмінесценції). Він виявив властивість електростатичного відштовхування однополярно заряджених предметів.

## Життєпис
Отто фон Геріке народився в сім'ї заможних магдебурзьких городян. У 1617-му вступив на факультет вільних мистецтв Лейпцизького університету, але 1619 року, у зв'язку з початком Тридцятилітньої війни, мусив перейти до Гельмштедтського університету, де провчився кілька тижнів. Відтак з 1621 по 1623 рік студіював юриспруденцію в Єнському університеті, а з 1623 по 1624 вивчав точні науки й фортифікаційне мистецтво в Лейденському університеті. Закінчив свою науку дев'ятимісячною освітньою подорожжю до Англії та Франції. У листопаді 1625-го повернувся до Магдебурга, а наступного року одружився з Маргаретою Алеманн і був обраний у колегіальну раду міського магістрату, членом якої залишався до похилого віку. Як радник, відповідав за будівництво, а в 1629 й 1630–1631 роках ще й за оборону міста.
Хоч сам Геріке не поділяв прихильності жителів Магдебурга до сторони шведського короля-протестанта Густава II Адольфа, та коли у травні війська Католицької ліги під проводом Йоганна Церкласа Тіллі взяли штурмом і знищили місто, він втратив своє майно й, мало не загинувши, опинився в полоні під Фермерслебеном. Звідти, завдяки посередництву Людвіга фон Ангальт-Кетена, його викупили за 300 талерів. Переїхавши з родиною до Ерфурта, Геріке став фортифікаційним інженером на службі в Густава II Адольфа (перебував на ній до 1636-го). У лютому 1632-го вся родина Геріке повернулася до Магдебурга. Наступні десять років фон Геріке провадив відбудову міста, знищеного пожежею в 1631 році. Відбудував також і своє житло. За шведської, а з 1636-го — саксонської влади він брав участь у громадських справах Магдебурга. У 1641 році став міським скарбничим, а в 1646-му — бургомістром. Цю посаду він обіймав тридцять років. У вересні 1642-го Геріке розпочав доволі небезпечну й слизьку дипломатичну діяльність (тривала до 1663-го), поїхавши до двора саксонського курфюрста в Дрездені, щоб там домагатися пом'якшення жорсткого саксонського військового режиму в Магдебурзі. Брав участь, зокрема, в укладенні Вестфальського миру, в роботі Нюрнберзького виконавчого мирного конгресу (1649—1650) й у розпуску Регенсбурзького райхстагу (1653—1654). На цьому розпуску збіглися наукові й дипломатичні інтереси Геріке. На запрошення він показав кілька своїх експериментів перед найвищими сановниками Священної Римської імперії, з-поміж яких архієпископ Йоганн Філіп фон Шонборн купив один із апаратів Геріке й надіслав до єзуїтського колегіуму у Вюрцбурзі. Професор філософії й математики цього закладу Каспар Шотт зацікавився новинкою й з 1656 року почав регулярно листуватися з Отто фон Геріке. У результаті той уперше опублікував свою наукову працю в додатку до книжки Шотта Mechanica Hydraulico-pneumatica, що вийшла 1657 року. У 1664-му Шотт випустив у Вюрцбурзі книжку Techica curiosa, яка містила інформацію про досліди Геріке. Рік перед тим сам Геріке приготував до друку рукопис своєї капітальної роботи — Experimenta Nova (ut vocantur) Magdeburgica de Vacuo Spatio, але надруковано її допіру 1672 року в Амстердамі.

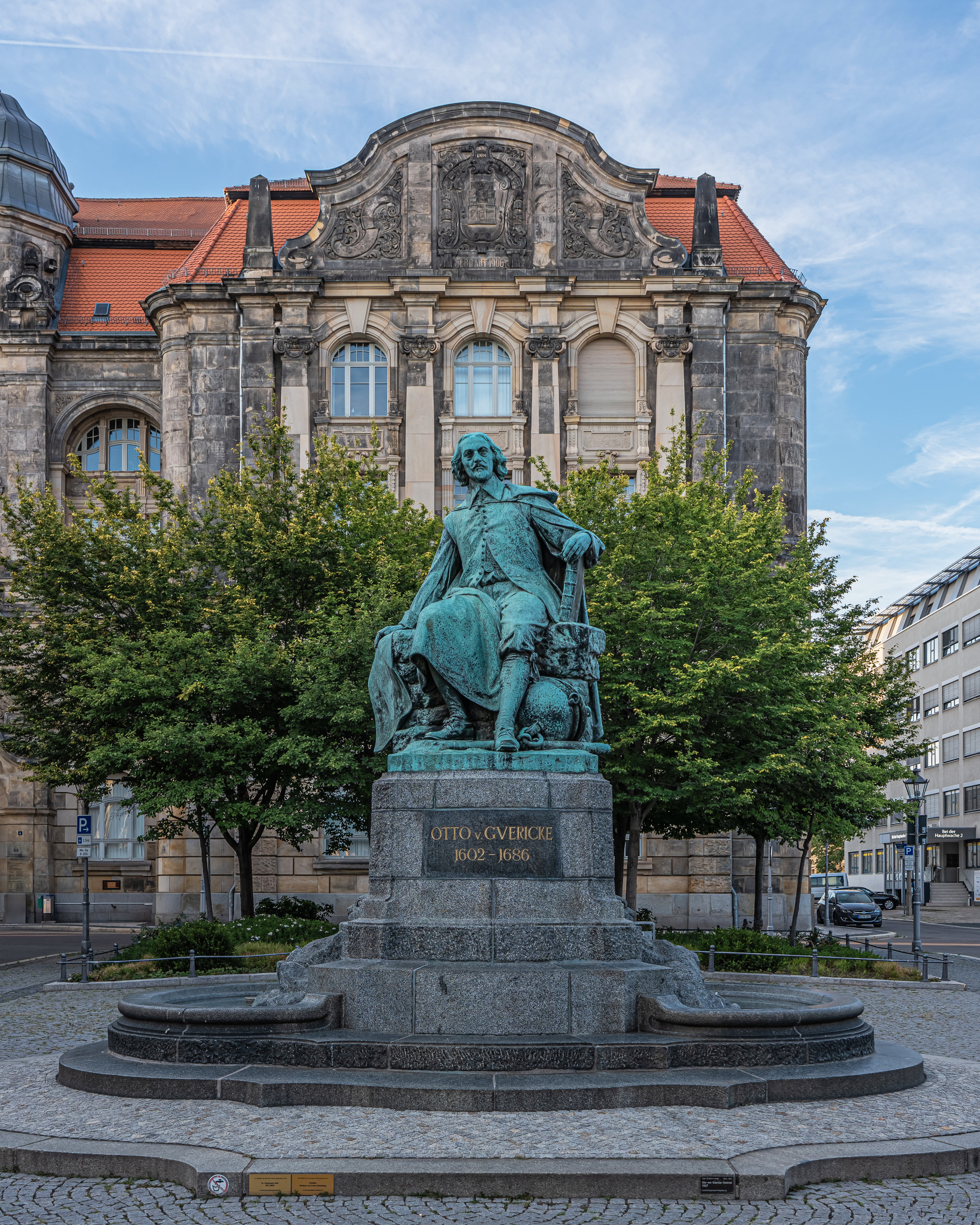
Пам'ятник Отто фон Геріке в Магдебурзі.

У 1652-му (сім років після смерті першої дружини) він оженився з Доротеєю Лентке, дочкою свого колеги на службі — Штеффана Лентке, й мав з нею трьох дітей: дочку Анну Катаріну й синів — Отто Ганса та Якоба Крістофа. 4 січня 1666 року кайзер Леопольд І надав ученому шляхетський титул.
У 1660-х роках стало видно, що не вдасться досягти мети, задля якої Геріке присвятив двадцять років дипломатичної роботи, — домогтися для Магдебурга статусу вільного міста в межах Священної Римської імперії. 1666 року мусив підписати Клостерберзьку угоду, згідно з якою Магдебург мав прийняти гарнізон бранденбурзьких солдатів і платити податки Фрідріху Вільгельму І. Хоч цей Великий курфюрст не дав здійснитися політичним амбіціям магдебуржців, та стосунки між ним і Геріке були доволі теплі. Правитель Бранденбургу був меценат і підтримував розвиток науки. Узяв Отто Ганса Геріке служити бранденбурзьким представником у Гамбургу, а 1666 року ввів Отто Геріке у склад радників Бранденбургу.
У 1676-му Отто Геріке за станом здоров'я відмовився від посади бургомістра, й тільки 1678 року магістрат згодився з цією відмовою й оголосив його пенсіонером — «лат. pro emerito». У січні 1681-го, під приводом, що Магдебургу загрожує епідемія чуми, Геріке з дружиною Доротеєю перебрався до сина — Отто Ганса, що мешкав у Гамбурзі. Там видатний науковець помер 11 травня 1686 року. 23 травня його поховали в Магдебурзі, в кірсі святого Ульріха, а 2 липня того ж року перепоховали в магдебурзькій кірсі святого Іоанна, в гробівці Алеманнів — Геріке. За наполеонівських часів у цій церкві влаштували лазарет і гробівець усунули. Тіло Геріке перепоховали біля міської брами. На початку 2000-х років гробівець знайдено в кірсі святого Іоанна.

## Наукова діяльність
Приблизно з 1645-го Геріке, втягнувшись у дискусію на тему астрономії, розпочав досліди в галузі пневматики, якими й прославився.
Хоч і дуже зайнятий службовою та громадською діяльністю, яка тривала 32 роки, він завжди знаходив час на заняття фізикою, наполегливо працював і збагатив людство численними винаходами та відкриттями, докладний опис яких залишив у своїй книжці лат. Оттonis de Guericke Experimenta Nova (ut vocantur) Magdeburgica.

Як фізик, Геріке був передусім експериментатором. Добре усвідомлював наукове значення дослідів, а в його час таке можна вважати ознакою геніальності. У XVII столітті було ще дуже важко зректися панівного схоластичного напрямку й привчитися самостійно оцінювати спостережені явища. Мало хто з тодішніх учених міг сказати так, як Геріке: 
|  | Філософи, що тримаються тільки за свій світогляд і аргументи, нехтуючи дослід, ніколи не можуть дійти достовірних і слушних висновків про явища зовнішнього світу; й ми бачимо чимало прикладів, які показують, що людський розум, коли він не зважає на результати, здобуті завдяки дослідам, опиняється від істини далі, ніж Земля від Сонця. |

### Фундаментальні погляди на світобудову

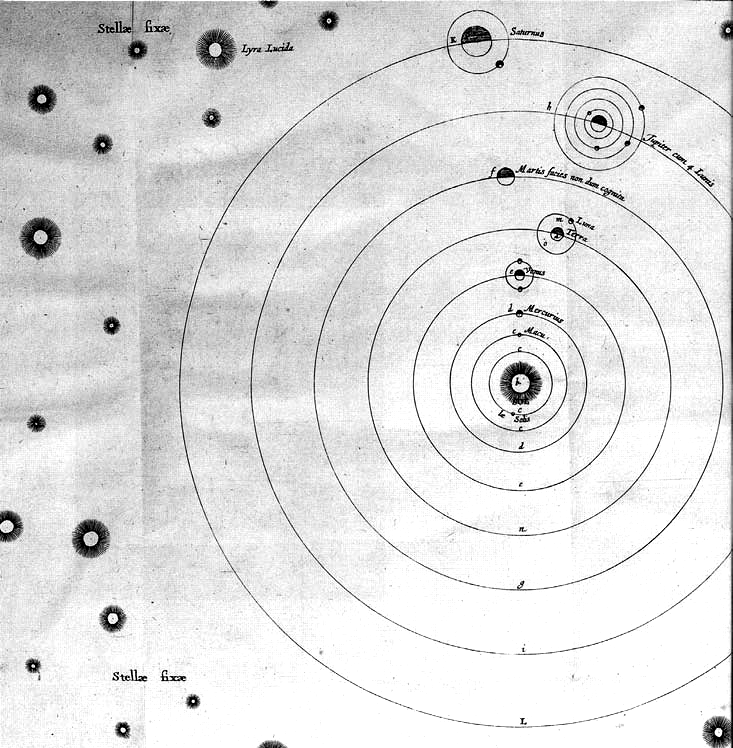
Будова Всесвіту за Отто фон Геріке.

Великою мірою напрямок майбутньої наукової роботи Отто фон Геріке вирішили його зацікавлення астрономією й погляди на світобудову. Він був прихильник геліоцентричної системи й загалом поділяв ідеї Коперника. Розвинув їх у тому, що припустив про нескінченність Всесвіту (і таким чином подав свій розв'язок однієї з антиномій Канта), в якому розподілені нерухомі зірки. У час, коли ще не сформульовано Ньютонового закону всесвітнього тяжіння, який обґрунтував відомі три закони небесної механіки Кеплера, Геріке підтримував гіпотезу про те, що рух між небесним тілами регулюють далекодійні сили. Він також висловив припущення про циклічність появи комет. Кардинальною засадою його системи було твердження про вакуум у космічному просторі. Таке твердження і в XXI столітті можна було б вважати антиномією, оскільки абсолютний вакуум — без полів і мікрочастинок — це абстракція, яку неможливо здійснити на практиці.
Німецький фізик Розенбергер, автор праці «Історія фізики» так писав про Геріке:
| Геріке, звичайно, не належав до фізиків, що діяли за певними нормами тієї чи іншої школи; але він був кимсь більшим — мав проникливий розум, правильно відчував потреби науки, водночас будучи майстерним експериментатором і тямущим математиком, що цікавиться числами та мірами... Поряд із Йоганном Кеплером він безперечно найбільший із німецьких фізиків сімнадцятого століття... |

### Експерименти з вакуумом
Ще не знаючи про винахід ртутного барометра (1643) і про так звану торрічеллієву порожнечу, Геріке наполегливо провадив дослідження, щоб знайти спосіб, який поклав би край старовинному філософському спору про порожній простір. Близько 1650 року результатом цієї наполегливості став винахід повітряної помпи.

#### Повітряна помпа

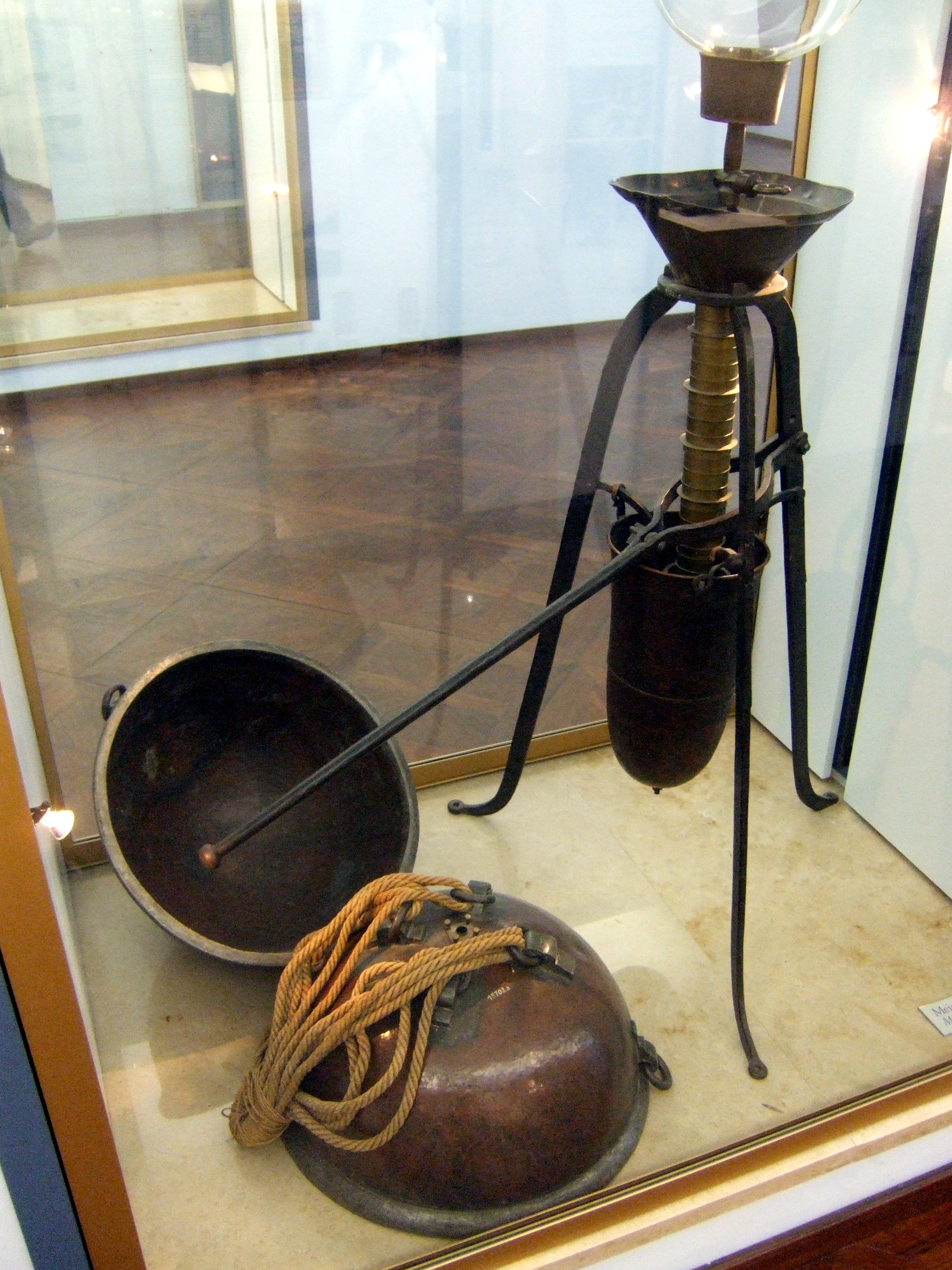
Оригінальні магдебурзькі півкулі та вакуумна помпа в Німецькому музеї Мюнхена.

Вважаючи неможливим безпосереднє випомповування повітря, Геріке поставив за мету утворити порожній простір способом видалення води із герметично закупореної бочки. Він прилаштував помпу до дна бочки, бо гадав, що тільки при такому розташуванні пристрою вода йтиме за поршнем під дією своєї ваги. З цього можна виснувати, що спочатку в Геріке ще не було чіткого уявлення про пружність повітря і атмосферний тиск як такий. Ця перша спроба не вдалася, бо в утворену порожнечу крізь шпарини між клепками й порами в деревині проникало повітря. Щоб уникнути такого порушення герметичності, вчений помістив бочку в більшу, теж наповнену водою. Цього разу в меншу бочку під впливом атмосферного тиску просочувалася вода із зовнішньої бочки й заповнювала порожнечу. Зрештою Геріке вирішив безпосередньо видаляти повітря з порожнистої мідної кулі, причому пригвинтив помпу до нижньої частини піддослідного предмета, все ще помилково вважаючи, що повітря, як і вода, може йти за поршнем насоса тільки під дією своєї ваги. Результат досліду був зовсім несподіваний і налякав усіх присутніх: мідна куля не витримала атмосферного тиску й гучно зім'ялася та сплюснулася. Треба було вибирати для наступних дослідів міцніші резервуари. Через незручне розташування помпи довелося спеціально для неї виготовити триногу й приробити до поршня важіль. Таким чином створено першу повітряну помпу, яку автор назвав лат. Antlia pneumatica. Звичайно, пристрій був ще дуже далекий від досконалості й вимагав не менш як трьох осіб для маніпуляцій з поршнем та кранами, зануреними у воду, щоб якнайкраще ізолювати вакуум від зовнішнього повітря.
Роберт Бойль, що істотно вдосконалив пневматичну машину, вважав Отто фон Геріке її справжнім винахідником. І хоча Геріке на початку своїх досліджень помилково тлумачив її дію (вагою, а не пружністю повітря в резервуарі), та він, мабуть, добре розумів, що з допомогою повітряної помпи неможливо досягти абсолютної порожнечі.
Геріке належить вважати винахідником тільки повітряної розріджувальної помпи, бо нагнітальні були відомі ще в давнину. Їх винахід приписують Ктесібієві, що жив у II столітті до н. е. в Александрії. Духові рушниці теж були вже відомі Геріке, однак до уявлення про пружність повітря він дійшов лише після багатьох дослідів із цією помпою. Очевидно, це питання, нині елементарне, на той час було нелегке, і закон Бойля — Маріотта (близько 1676 року) став одним із тодішніх найважливіших досягнень людського розуму.
Публічні експерименти з повітряними помпами прославили Геріке. Різні високопоставлені особи навмисне заїжджали до Магдебурга, щоб пересвідчитись у правдивості всіх цих новинок. Загальновідомий дослід із магдебурзькими півкулями показано 1654 року в Регенсбурзі, коли зібралися члени Рейхстагу. Експеримент довів наявність тиску повітря. Інші досліди вченого в галузі пневматики описані в підручниках й досі повторюються на шкільних уроках фізики.

#### Інші експерименти з вакуумом

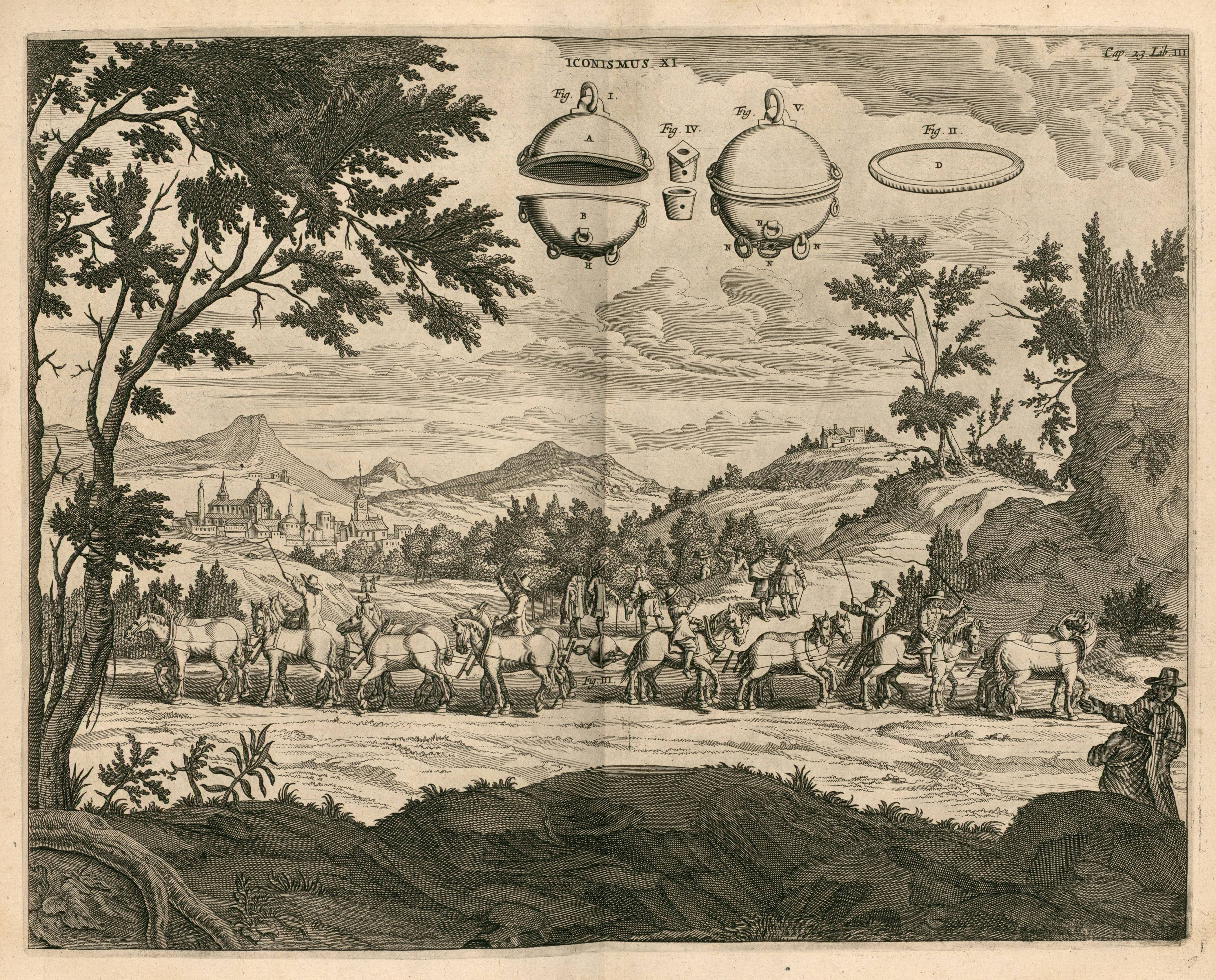
Магдебурзький експеримент. Малюнок Каспара Шотта.

В одному з дослідів Геріке сполучив трубкою кулю, наповнену повітрям, з кулею, із якої повітря попередньо викачано. Повітря з першої кулі входило в другу з великою швидкістю, і це явище експериментатор асоціював із земними бурями.
Дослід із щільно зав'язаним бичачим міхуром, який розбухає та нарешті розривається під ковпаком пневматичної машини, показав, що повітря має пружність. Невдовзі Геріке припустив: оскільки повітря має вагу, то атмосфера сама на себе робить тиск і нижні її шари під дією цього тиску мають бути найгустіші. Це припущення він підтвердив експериментально — на поверхні землі наповнив кулю повітрям, загерметизував її, зійшов на високу вежу й відкрив кран. Частина повітря вийшла з кулі назовні. Тоді вчений закрив кран, зійшов на землю, відкрив його, й повітря пішло всередину кулі. Необхідною умовою переконливості цього досліду стало те, що температура на поверхні землі й на вершині вежі була однакова. Геріке дійшов висновку, що вага повітря залежить від висоти над поверхнею землі. На основі закону Архімеда він винайшов пристрій, який назвав манометром, призначений для вимірювання різниці в густині повітря в різних умовах. Нині цей термін позначає прилад для вимірювання пружності (тиску) газів в міліметрах ртутного стовпа. Роберт Бойль описав пристрій Геріке й назвав його статичним барометром, або бароскопом. Ця назва залишилася в ужитку. Статичний барометр складається з коромисла терезів, порожнистої кулі діаметром три метри й гир для її зважування. 1661 року Геріке вперше описав цей винахід у листі до Каспара Шотта.

### Водяний барометр
Близько 1657 року Геріке спорудив великий водяний барометр. У Регенсбурзі 1654 року він дізнався від монаха Магнуса про досліди Торрічеллі. Така відомість могла спонукати Геріке до винайдення водяного барометра. Втім, це винайдення логічно пов'язується з попередніми дослідами в галузі пневматики, які виконав німецький учений. Прилад складався з мідної й частково (в горішній частині) скляної трубки завдовжки 11 метрів, прикріпленої до стіни триповерхового будинку Геріке й зануреної в посудину з водою. У верхньому, наглухо запаяному кінці трубки був кран, який можна було під'єднати до повітряного насоса. Після відпомповування повітря вода в трубці піднялася до висоти 10,45 метра, відтак кран закрили й від'єднали барометр від насоса. Завдяки цьому приладу виявилося, що атмосферний тиск ненастанно змінюється, тож Геріке дав барометру назву «лат. semper vivum», тобто «вічно живий». Згодом дослідник, спостерігши зв'язок між зміною висоти водяного стовпа й наступною в часі зміною стану погоди, помістив у скляну трубку поплавець. Задля ефектності цей поплавець (Геріке назвав його нім. «Wettermännchen», тобто «погодний чоловічок») мав вигляд людської постаті з простягненою рукою, яка вказувала на таблицю з написами, відповідними різним станам погоди. Крім скляної трубки, весь барометр, якому винахідник дав назву «лат. anemoscopium», тобто «анемоскоп», або ж «вітрогляд», обшито дерев'яними дошками. 1660 року Геріке здивував жителів Магдебурга, передбачивши сильну бурю за дві години наперед.

### Вивчення ролі повітря в процесі горіння та передаванні звуку
Щоб довести на практиці необхідність повітря у передаванні звуку на відстань, Геріке поставив дослід із дзвіночком під ковпаком, з якого випомпувано повітря. У питанні про участь повітря в горіння він значно випередив сучасних йому вчених, що мали про це явище доволі туманне уявлення. Наприклад, 1644 року Рене Декарт спробував довести теоретично, що лампа може необмежено довго горіти в герметично закритому просторі.
Переконавшись, що свічка не може горіти у вакуумі, Геріке експериментально довів необхідність участі повітря в горінні. Він помістив у герметичний резервуар запалену свічку й воронкоподібну посудину з водою, сполучену трубкою з резервуаром, наповненим водою. Спершу повітря в резервуарі від нагрівання розширювалося й через сполучну трубку витісняло частину води з посудини. Поки свічка могла горіти, піднімався рівень води в посудині, і цим наочно доведено, що в процесі горіння певна частина (на думку Геріке, одна десята) повітря зникає. На той час нічого не було відомо про склад повітря. Експериментатор був набагато ближче до істини, ніж ті хіміки XVII століття, які висунули гіпотезу флогістону.

### Вивчення дії теплоти на повітря

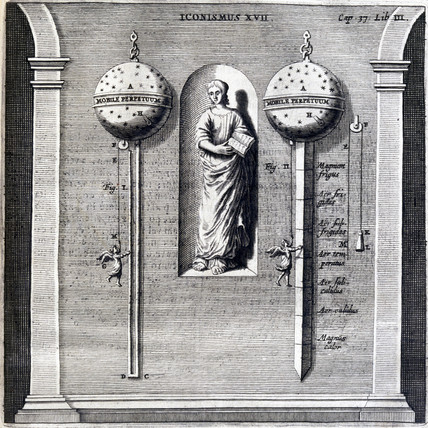
Термометр Геріке. Ілюстрація з книги Оттo Геріке Experimenta Nova Magdeburgica.

Геріке вивчав цю дію. Його повітряний термометр нічим суттєвим не відрізнявся від уже відомих тоді аналогічних приладів (на той час в Італії термометр називали лат. caloris mensor), проте ми можемо сміливо сказати, що він був першим за часом метеорологом. Чи не торкаючись спірного і в сутності маловажного питання про винахід термометра, яке найчастіше приписується Галілею, але також та Корнеліусові Дреббелю та лікарю Санторіо Санторіо, відзначимо лише, що первісна форма його була вкрай недосконала: по-перше, від того, що на показання приладу впливала не лише температура, але і атмосферний тиск, а по-друге, внаслідок відсутності певної одиниці (градуси) для порівняння теплових ефектів.
Типовий тогочасний повітряний термометр складався з резервуара та трубки, зануреної відкритим кінцем у посудину з водою. Рівень води в трубці змінювався залежно від температури повітря в резервуарі й від зовнішнього атмосферного тиску. Хоча Геріке й мав знати про вплив цього тиску, а однак не враховував цього фактора; принаймні в його термометрі цей вплив не усунуто. Цей прилад, поміщений на зовнішній стіні будинку, складався з сифонної металевої трубки, наповненої приблизно до половини спиртом; один кінець трубки сполучався з великою кулею, наповненою повітрям, у другому, відкритому, містився поплавець, від якого через блок ішла нитка. На її кінці гойдалася в повітрі дерев'яна фігурка, що вказувала рукою на шкалу з сімома поділками. Увесь прилад, крім кулі, на якій був напис лат. Perpetuum mobile («Вічний двигун»), фігурки та шкали, був обшитий дошками. Крайні поділки на шкалі позначено словами лат. Magnus frigus («Великий холод») і лат. Magnus calor («Велике тепло»). Середня риска відповідала температурі повітря, при якій в Магдебурзі настають перші осінні заморозки.
Звідси можна зробити висновок, що хоча перші спроби відзначити нуль на шкалі термометра належали науковцям Флорентійської академії (італ. Del Cimento), однак і Геріке розумів, що конче треба мати на термометричній шкалі хоча б одну постійну точку. Тож він вибрав точку відліку, відповідну першим осіннім заморозкам.

### Вивчення явищ електрики

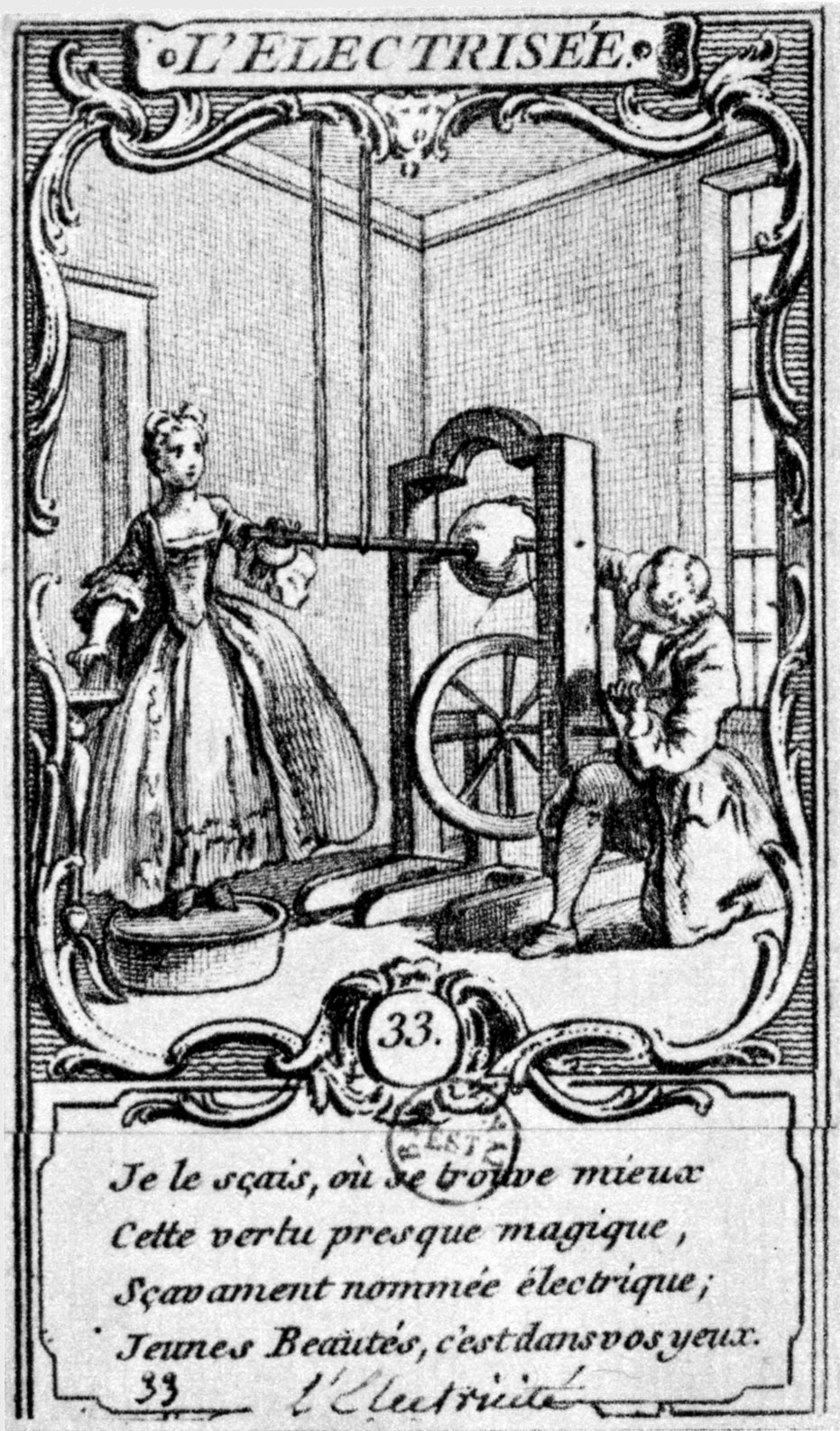
Гравюра 1750 року, на якій зображено прилад для добування статичної електрики.

Фердінанд Розенбергер (1845–1899) у своїй «Історії фізики» зауважив, що Геріке завжди керувався суто науковими інтересами й висновував із своїх дослідів не фантастичні, а наукові ідеї. Найкращим доводом такого твердження служать його експериментальні дослідження явищ статичної електрики, якими тоді мало хто цікавився. Тільки після 1745 року, коли Пітер ван Мушенбрук і Евальд Георг фон Кляйст винайшли лейденську банку, широким масам стали відомі електричні явища. У той час показували різні досліди на площах та вулицях.
Бажаючи повторити та перевірити досліди Вільяма Гілберта, 1663 року Геріке винайшов прилад для добування статичної електрики, який ще не був електричною машиною в нинішньому значенні цього слова, бо в ньому бракувало конденсатора для нагромадження електричного заряду, та все ж став основою всіх пізніших відкриттів у галузі електрики — передусім відкриття відштовхування однойменно заряджених тіл, яке було невідомо Гілбертові.
Прилад Геріке складався з великої сірчаної кулі, посадженої на вісь. Цю кулю крутили й натирали сухими руками. Наелектризувавши її, Геріке зауважив, що тіла, притягнуті кулею, після дотику відштовхуються від неї, а тоді притягуються іншими тілами. Він виявив, що електричний заряд можна передати по лляній нитці. У 1672 році Геріке відкрив явище електролюмінісценції — спостеріг, що наелектризована сірчана куля світиться в темряві, але іскор не отримав. Чув, що вона потріскує, але не знав, чим це викликано. Електричну іскру вперше видобув із натертого бурштину доктор Валлеме у 1700 році, а близько 1710 року Френсіс Гоксбі видобував іскри завдовжки дюйм за допомогою видозміненого приладу Геріке: сірчану кулю замінено скляною.

### Вивчення магнетизму
Геріке виявив, що залізні вертикальні прути у віконних гратах намагнічуються самі собою, причому вгорі міститься північний, а внизу південний полюс. Він також показав, що можна намагнітити залізну смугу, розташувавши її в напрямку меридіана й б'ючи по ній молотком.

## Твори
- Ottonis de Guericke: Experimenta Nova (ut vocantur) Magdeburgica de Vacuo Spatio. Bd.II/1/1, Waesberge, Amsterdam 1672; Faksimile, Stekovics, Halle a. d. Saale 2002, ISBN 3-89923-015-9; Digitalisat der Herzog August Bibliothek; Digitalisat der Bibliothek der Ohm-Hochschule, Nürnberg (PDF; 30,5 MB)
- Otto von Guericke: Neue «Magdeburgische» Versuche über den leeren Raum. Reihe Ostwalds Klassiker, Bd. 59. Thun, Frankfurt/M. 1996, ISBN 3-8171-3059-7; Übers. von: Ottonis De Guericke Experimenta nova Magdeburgica de vacuo spatio, Waesberge, Amsterdam 1672.
- Otto von Guericke: Otto-von-Guericke-Gesamtausgabe. Stekovics, Halle a. d. Saale 2005, ISBN 3-89923-089-2; Bd.II/2/3/1: Otto von Guericke: Relationes Derer dem herren Bürgermeister Otto von Guericken, wegen gemeiner Stadt Magdeburgk, 18. Jahr nach ein ander, uffgetragenen undt anvertraueten 17 unterschiedenen, mehrentheils gar langwirigen, Verschickungen (1642 bis 1660). Translit. von Ditmar Schneider, Lat. Übers. Rudolf Engelhardt.
- Die Belagerung, Eroberung und Zerstörung der Stadt Magdeburg am 10./20. Mai 1631. Voigtländer, Leipzig 1912 (Digitalisat)

## Пошанування

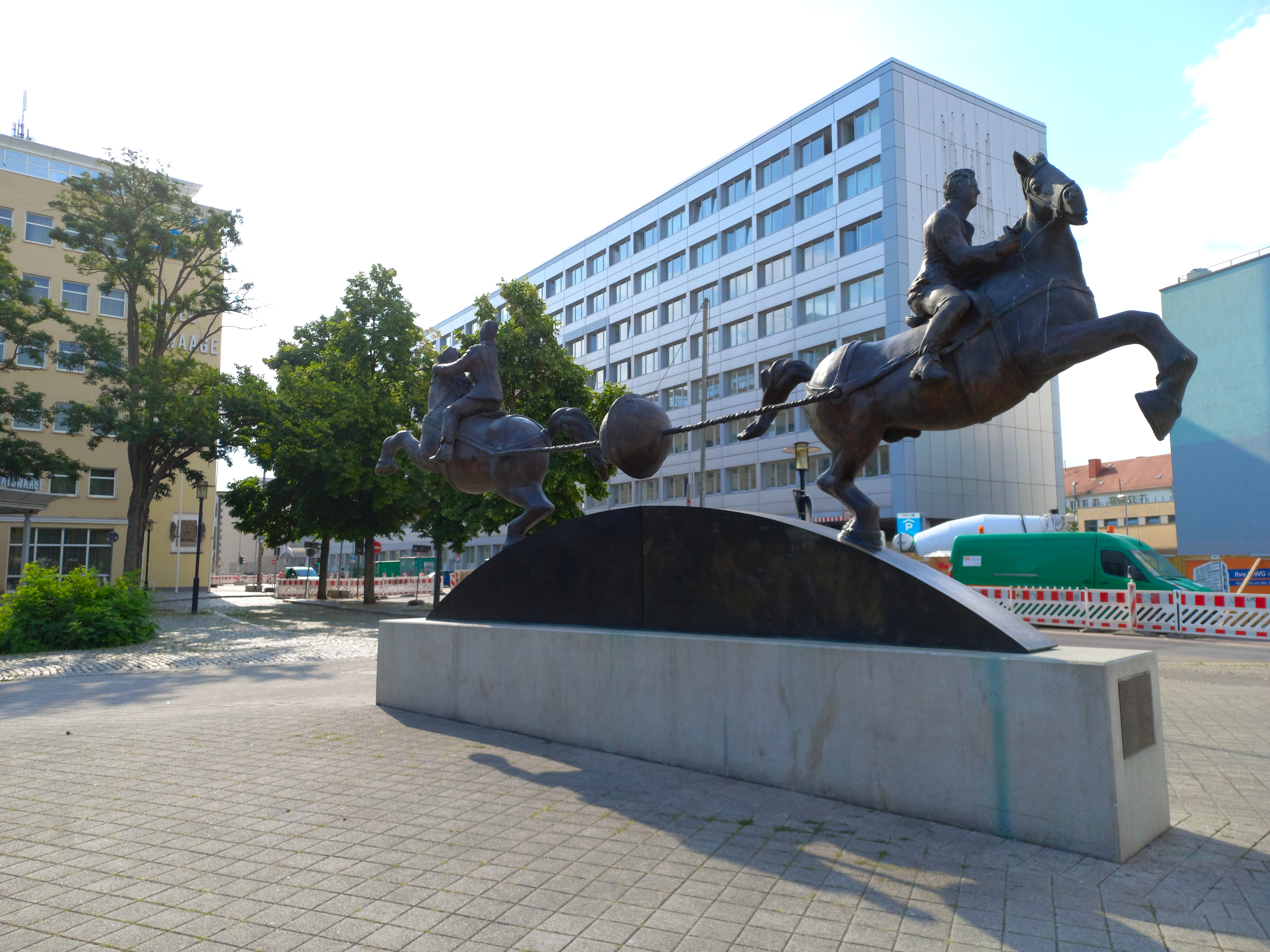
Магдебург, площа Ратсваагеплац. Пам'ятник, присвячений експерименту з магдебурзькими півкулями.

- Портрет Отто фон Геріке пензля Ансельма ван Гулле поміщено у Грипсгольмському замку (Марієфред), де зібрано портрети видатних людей, пов'язаних із Швецією.
- 1702 року в князівстві Брауншвейг-Вольфенбюттель пущено в обіг монету номіналом один талер — так званий люфтпумпенталер, в оформленні якого використано мотив Магдебурзького експерименту з півкулями як алегорію стосунків між двома рідними братами — герцогами Брауншвейг-Вольфенбюттельськими, співправителями князівства. Посварилися вони через те, що Антон Ульріх приревнував свою дружину Єлизавету Юліану Гольштейн-Норбурзьку до Рудольфа Августа, а в результаті втратив владу й у 1702 році емігрував.

На реверсі монети дружбу між братами символізують магдебурзькі півкулі, які навіть коням не під силу розірвати. На реверсі показано, як цю дружбу легко руйнує жінка — її рука відкрила вентиль, вакууму вже немає, і півкулі самі розвалюються.
- З 1831 року в постановах магдебурзьких бургомістрів фігурувало ім'я науковцевого старшого сина — Отто Ганса фон Геріке.
- У 1842 році погруддя Отто фон Геріке встановлено у Вальгаллі, що біля Регенсбурга.
- У 1907 році біля магдебурзького магістрату відкрито пам'ятник Геріке.
- У 1935 році Міжнародний астрономічний союз присвоїв ім'я Геріке кратеру на видимій стороні Місяця.
- 1936 року у зв'язку з 250 роковинам від дня смерті фон Геріке в Німеччині монетний двір викарбував пам'ятну медаль, а Німецька пошта випустила марку.
- У 1961 році іменем Отто фон Геріке названо тодішній Магдебурзький технічний університет (з 1954 по 1961 — Магдебурзька вища школа важкого машинобудування).
- 1 жовтня 1963 року в Магдебурзі у зв'язку з роковинами заснування Магдебурзької вищої технічної школи імені Отто фон Геріке на площі перед ратушею відтворено історичний дослід з магдебурзькими півкулями.
- 1966 року фірму нім. Die Arbeitsgemeinschaft industrieller Forschungsvereinigungen (AiF) названо іменем Отто фон Геріке.
- У 1969 році Пошта НДР випустила пам'ятну марку, присвячену Отто фон Геріке.
- У 1976 році збудовано корабель «Отто фон Геріке».
- 1977 року у зв'язку з 375 роковинам від дня народження фон Геріке в НДР випущено монету номіналом 10 марок і поштову марку.
- 1991 року в Магдебурзі засновано товариство і Фонд імені Отто фон Геріке, які популяризують його спадщину й дбають про неї. Щороку організовуються місячники — «Зустрічі на честь Отто фон Геріке» й «Дні Отто фон Геріке» (національні у травні, міжнародні — в листопаді).
- 1992 року іменем ученого названо астероїд 11537 Геріке.
- У 1993 році засновано й названо іменем Отто фон Геріке Магдебурзький університет.
- У червні 1995 року в Магдебурзі (Лукасклаузе) відкрито музей Отто фон Геріке. Там, зокрема, показують оригінальні експерименти цього вченого.
- 1997 року фірма 1966 року фірма Die Arbeitsgemeinschaft industrieller Forschungsvereinigungen (AiF) заснувала премію імені цього вченого — нім. Otto von Guericke-Preis[10].
- 2002 року в Магдебурзі відкрито пам'ятник, присвячений експерименту з магдебурзькими півкулями. Скульптор — Томас Фірніх[de].
- 2002 року Німецька пошта (Deutsche Post AG) випустила марку, присвячену 400 роковинам від дня народження фон Геріке[11].

- 2012 року на честь 410 річниці від дні народження Отто фон Геріке в тематичному малюнку пошукової системи «Гугл» використано малюнок Каспара Шотта — зображення Магдебурзького експерименту з півкулями[12].
- Іменем Отто фон Геріке названо вулиці й проспекти в таких населених пунктах Німеччини: Берлін — нім. Gerickestraße, Gerickesteg; Альтштадт (біля Магдебурга), Шпремберг, Вернігероде, Ален (біля Варендорфа), Зонневальде (біля Ельби-Ельстера), Галле, Гера, Бернбург (Зале), Брауншвейг, Оснабрюк, Вайтин (Нойбранденбург), Гельмштедт, Ротенбург-на-Вюммі, Борсдорф (біля Лейпцига — нім. Otto-von-Guericke-Straße; Барлебен (біля Берде), Брюзерберг (біля Бонна — нім. Otto-von-Guericke-Allee; Лінген (Емсланд) — нім. Otto-von-Guericke-Ring.

## Цікаві факти
- 4 січня 1666 року кайзер Леопольд I, правитель Священної Римської Імперії, надав Отто Геріке шляхетський титул. До прізвища додано прийменник «фон» (нім. von). Довелося змінити написання самого прізвища, оскільки німецька транскрипція (нім. Gerike) не відповідала вимогам тодішнього часу, коли панівною мовою дипломатії була французька. Прочитане за правилами цієї мови прізвище звучало як «Жеріке». Тому додано літеру «u». Вийшло «Guericke», і це дало можливість однакового прочитання і французькою, і німецькою. У книжці Ганса Шіманка Otto von Guericke: Burgermeister von Magdeburg. Ein deutscher Staatsman, Denker und Forscher поміщено лист Геріке, адресований Леопольду I, з проханням затвердити зміни написання прізвища[13].